# Boubacar Kamara
Boubacar Bernard Kamara (Marseille, 1999. november 23. –) szenegáli származású francia válogatott labdarúgó, a Premier League-ben szereplő Aston Villa játékosa.

## Pályafutása

### Klubcsapatokban

#### Marseille
A Marseille sajátnevelésű játékosa, ahová 5 évesen csatlakozott
az összes korosztályos csapatokat végigjárta, az U19-es csapatban kapitány lett, és bejutottak a Coupe Gambardella döntőjébe. A tartalékcsapatba 16 évesen lépett pályára, 2016. február 20-án a Tarbes elleni 2–0-s negyedosztályú bajnokin.

##### A felnőttcsapatban
2016. december 13-án mindössze 17 évesen és 20 naposan Albert Cartier kezei alatt debütált a 2016/17-es francia Ligakupa nyolcaddöntőben kezdőként az FC Sochaux elleni 5–4-re elvesztett találkozón.
A következő, 2017/18-as idényben nemzetközi porondon és a bajnokságban is debütált. 2017. szeptember 14-én az Európa Ligában a Konyaspor ellen. Majd október 29-én a bajnokságban is bemutatkozott a Lille OSC elleni 0–1-s idegenbeli találkozón.
Az első gólját a 2018/19-es szezonban szerezte a Bordeaux elleni bajnokin a 18. fordulóban. Ez volt profi karrierjének első találata.
2019. május 12-én az Olympique Lyon elleni bajnokin lépett pályára 50. alkalommal a klub színeiben.
2019. augusztus 31-én plusz három évre meghosszabbították a szerződését, az új kontraktus 2022 nyaráig élt.
2020. október 27-én első Bajnokok Ligája mérkőzését a Manchester City ellen játszotta. A 3–0-ra elvesztett hazai találkozón végig a pályán volt.
2021. január 6-án játszotta 100. mérkőzését a Montpellier ellen. A 3–1-re nyert találkozón gólpasszt jegyzett Dimitri Payetnek.

#### Aston Villa
2022. május 23-án ötéves szerződést írt alá a birminghami együttessel, mely ingyen szerezte meg játékjogát július elsejétől.
Augusztus 6-án mutatkozott be hivatalosan a csapatban a 2022/23-as bajnokság nyitó fordulójában az AFC Bournemouth ellen. A 2–0-ra elvesztett bajnokin kezdőként 82. percet játszott.
Tizenhét nappal később lépett pályára először az EFL kupában a Bolton Wanderers elleni 1–4-s idegenbeli kupamérkőzésen.

### A válogatottban

#### Utánpótlás
Tagja volt az U17, U18, U19, U20 és U21-es utánpótlás válogatottaknak.
Az U17-ben részese volt a 2016-os U17-es labdarúgó-Európa-bajnokságnak. Két csoportmérkőzésen lépett pályára Dánia, és Anglia ellen. 
Az U19-es csapatban szerepelt a 2018-as U19-es labdarúgó-Európa-bajnokságon, amelyen négy mérkőzést játszott köztük egyszer az elődöntőn Olaszország ellen. 
2019-ben a U20-as világbajnokságon is részt vett, háromszor lépett pályára.
2021-ben tagja volt az U21-es csapatnak, amely képviselte Franciaországot a U21-es Európa Bajnokságon.
A márciusi tornán egy mérkőzésén lépett pályára Dánia ellen Szombathelyen. A májusi kieséses szakaszban nem volt tagja a keretnek.

#### A felnőttcsapatban
2022. május 19-én Didier Deschamps beválogatta a 24 fős keretbe az UEFA Nemzetek Ligája 2022/23-as idényének első négy mérkőzésére.
Június 6-án debütált a Horvátország elleni 1–1-s mérkőzés 62. percében, csereként Aurélien Tchouaménit váltotta.

## Magánélete
Kamara Marseilleben született szenegáli édesapától, és francia  édesanyától. Kettős állampolgársággal rendelkezik.
Marseille 9. kerületéből származik.

## Statisztika
2023. április 1-i állapot szerint.
| Klub             | Szezon           | Bajnokság        | Bajnokság | Bajnokság | Kupa  | Kupa  | Ligakupa | Ligakupa | Nemzetközi | Nemzetközi | Egyéb | Egyéb | Összes | Összes |
| Klub             | Szezon           | Liga             | Márk.     | Gólok     | Mérk. | Gólok | Mérk.    | Gólok    | Mérk.      | Gólok      | Mérk. | Gólok | Mérk.  | Gólok  |
| ---------------- | ---------------- | ---------------- | --------- | --------- | ----- | ----- | -------- | -------- | ---------- | ---------- | ----- | ----- | ------ | ------ |
| Marseille II     | 2015/16          | National 2       | 8         | 0         | —     | —     | —        | —        | —          | —          | —     | —     | 8      | 0      |
| Marseille II     | 2016/17          | National 2       | 15        | 0         | —     | —     | —        | —        | —          | —          | —     | —     | 15     | 0      |
| Marseille II     | 2017/18          | National 2       | 4         | 0         | —     | —     | —        | —        | —          | —          | —     | —     | 4      | 0      |
| Marseille II     | 2018/19          | National 2       | 1         | 0         | —     | —     | —        | —        | —          | —          | —     | —     | 1      | 0      |
| Marseille II     | Összesen         | Összesen         | 28        | 0         | —     | —     | —        | —        | —          | —          | —     | —     | 28     | 0      |
| Marseille        | 2016/17          | Ligue 1          | 0         | 0         | 0     | 0     | 1        | 0        | —          | —          | —     | —     | 1      | 0      |
| Marseille        | 2017/18          | Ligue 1          | 6         | 0         | 2     | 0     | 0        | 0        | 6          | 0          | —     | —     | 14     | 0      |
| Marseille        | 2018/19          | Ligue 1          | 31        | 1         | 0     | 0     | 0        | 0        | 5          | 0          | —     | —     | 36     | 1      |
| Marseille        | 2019/20          | Ligue 1          | 24        | 1         | 3     | 1     | 1        | 0        | —          | —          | —     | —     | 28     | 2      |
| Marseille        | 2020/21          | Ligue 1          | 35        | 0         | 2     | 0     | —        | —        | 5          | 0          | 1     | 0     | 43     | 0      |
| Marseille        | 2021/22          | Ligue 1          | 34        | 1         | 2     | 0     | —        | —        | 12         | 0          | —     | —     | 48     | 1      |
| Marseille        | Összesen         | Összesen         | 130       | 3         | 9     | 1     | 2        | 0        | 28         | 0          | 1     | 0     | 170    | 4      |
| Aston Villa      | 2022/23          | Premier League   | 20        | 0         | 0     | 0     | 2        | 0        | —          | —          | —     | —     | 22     | 0      |
| Aston Villa      | Összesen         | Összesen         | 20        | 0         | 0     | 0     | 2        | 0        | 0          | 0          | 0     | 0     | 22     | 0      |
| KARRIER ÖSSZESEN | KARRIER ÖSSZESEN | KARRIER ÖSSZESEN | 178       | 3         | 9     | 1     | 4        | 0        | 28         | 0          | 1     | 0     | 220    | 4      |

1. 1 2  Mérkőzése(i) az Európa Ligában.
2. ↑  Mérkőzése(i) a Bajnokok Ligájában.
3. ↑  Mérkőzése(i) a Francia Szuperkupában.
4. ↑  Európa Liga: öt mérkőzés. 
 UEFA Európa Konferencia Liga: hét mérkőzés.

### A válogatottban
2022. június 13-i állapot szerint.
| Franciaország | Franciaország | Franciaország |
| Év            | Mérk.         | Gólok         |
| ------------- | ------------- | ------------- |
| 2022          | 3             | 0             |
| ÖSSZESEN      | 3             | 0             |